# Jaroslava Vošmiková
Jaroslava Vošmiková (* 8. ledna 1943 Praha) je česká filmová herečka a režisérka, posléze pedagožka ve Spojených státech amerických.

## Život
Vošmiková nejprve hrála ve filmech Pražské blues (1963), Místo v houfu (1964), Na kometě (1970) a Jakub (1976). V letech 1965 až 1970 vystudovala režii na FAMU, absolvovala dokumentárním snímkem Příběhy, žerty a všednosti z Rožmberka (1970). Snímek Jakub sama rovněž režírovala a poté již pokračovala coby režisérka. Dále natočila televizní film Deti z tehlového dvora (1978), Prázdniny pro psa (1980) a Evo, vdej se! (1983). Současně se jí podařilo získat stipendium, aby mohla studovat pod vedením italského režiséra Federica Felliniho, nicméně z kurzu nakonec sešlo, neboť jí ho neschválili komunističtí úředníci. Vošmikové bratr totiž krátce po invazi vojsk Varšavské smlouvy do Československa v srpnu 1968 emigroval na Západ.
Navíc jí pracovníci Barrandovských filmových ateliérů naznačili, že již možná nebude moci v Československu filmovat. Zároveň se bála o osud své dcery, které kvůli emigraci jejího příbuzného hrozilo nepřijetí na vysokou školu. Rozhodla se proto vycestovat za bratrem, který se mezitím usadil v Kanadě u Huronského jezera nedaleko Toronta. V roce 1985 získala Vošmiková pro sebe a svou dceru Isabellu víza na vycestování z Československa do Kanady a v létě toho roku se vydaly na cestu. U svého bratra strávily léto a po něm pokračovaly dále do Spojených států amerických, do Jižní Dakoty. Postupem času se pak usadily v Kalifornii, v Los Angeles. Jaroslava Vošmiková měla vizi pokračovat v režírování filmů, jenže v té době bylo obtížné, aby coby žena na této pozici v Hollywoodu prorazila.
Po sametové revoluci sice Vošmiková i její dcera uvažovaly o návratu zpět do Evropy, nicméně nakonec se rozhodly zkusit pokračovat v severní Americe. Vošmiková se stala učitelkou českého jazyka v krajanské losanageleské škole.